# Mięśnie antygrawitacyjne
Mięśnie antygrawitacyjne – grupy mięśni odpowiedzialnych za przeciwdziałanie sile przyciągania ziemskiego, w tym utrzymanie pionowej pozycji ciała u człowieka. Należą tu m.in. mięsień czworogłowy uda, mięśnie pośladkowe, mięśnie przykręgosłupowe.